# Селюк, Дмитрий Дмитриевич
Дми́трий Дми́триевич Селю́к (род. 1964, Ленинград, СССР) — российский футбольный агент. Являлся вице-президентом клубов «Таврия» и донецкого «Металлурга».

## Карьера

### Агентская деятельность
Учился в школе №2 г. Хабаровска с физико-математическим уклоном. Окончил в Ленинграде общевойсковое военное училище (ЛВВОКУ), в которое поступил в 1981 году. С 1981 года по 1986 год служил в армии. После был фарцовщиком.
Его первым клиентом стал Юрий Желудков, Селюк помог перейти ему из «Зенита» в израильский клуб «Маккаби» из Нетании в 1991 году. Осуществить трансфер ему помог осуществить Михаил (Моше) Принц, эмигрант из СССР, который жил в Израиле. Селюк выбил для Желудкова зарплату более 100 тысяч долларов в год. Сам Желудков говорил, что он получал 2000 долларов в месяц. Также в «Маккаби» мог перейти и другой игрок «Зенита» Владимир Долгополов.
По данным совместного расследования «Настоящего Времени» и «Радио Свобода» в феврале 1993 года в Выборге Дмитрий Селюк пытался дать взятку сотруднику пограничного контрольно-ветеринарного пункта за освобождение арестованного контейнера с тонной колумбийского кокаина. После неудачи пытался вылететь во Франкфурт, но был задержан. Провел полгода в «Крестах». В августе 1993 года был освобожден из-под стражи под залог в 25 тысяч долларов. Расследование же дела о контрабанде кокаина вскоре было приостановлено.
Следующий футбольный трансфер с участием Селюка состоялся только зимой 1999 года, австрийский «Штурм» выкупил Сергея Юрана у московского «Спартака».
Он работает в странах Бенилюкса, в частности у него хорошие связи в бельгийском футболе. Долгое время Дмитрий Селюк жил в Бельгии, в Антверпене, куда переехал в начале 2000-х. Затем перебрался в Барселону.
Свою работу Селюк ведёт дистанционно, находясь в Барселоне. У него хорошие отношения с бывшим президентом «Барселоны» Жоаном Лапортой, и нынешним руководством клуба, также он хорошо знаком с руководством «Реал Мадрида». В основном Селюк занимается поиском футболистов в Африке, и их дальнейшем трудоустройством в европейских клубах. Он сотрудничает с более чем 50-ю игроками, в основном это игроки из Кот-д’Ивуара и Нигерии.
Селюк занимался несостоявшимися переходами Андрея Аршавина в «Барселону» и Неманьи Видича в донецкий «Шахтёр». Селюк рекомендовал Юрия Сёмина Игорю Суркису для работы в киевском «Динамо». Селюк также договаривался о товарищеских матчах петербургского «Зенита», московского ЦСКА и киевского «Динамо». В начале 2004 года он организовал операцию для Вячеслава Малафеева в Бельгии.
У Селюка нет официальной лицензии агента ФИФА. По его словам он никаких соглашений с футболистами не заключает и не берет с них денег. Бизнес-модель Селюка основана на том, что при переходе игрока он полностью или частично сохраняет экономические права на него, которые позже реализует. В разное время его клиентами были такие игроки как: Франсишку Зуэла, Джексон Коэльо, Сани Кейта, Марко Не, Сергей Серебренников, Святослав Сирота, Ласина Траоре и многие другие. Его самым известным клиентом является Яя Туре, который выступал в сезоне 2017/18 за «Манчестер Сити» и является одним из самых высокооплачиваемых футболистов.
Дмитрий Селюк выступает за отмену лимита на легионеров в чемпионатах России и Украины, за что подвергается критике.

### «Металлург» (Донецк)
Работал на посту вице-президента донецкого «Металлурга». В период его работы клуб трижды становился бронзовым призёром чемпионата Украины, а также участвовал в квалификации Кубка УЕФА. Под его руководством в команду пришли иностранные тренеры: Ко Адриансе, Анхель Алонсо, Тон Каанен, Славолюб Муслин и Виллем Фреш. В комплектовании команды был взят курс на привлечение иностранных игроков.
Селюк во время работы в клубе и после, привёл в «Металлург» таких игроков как: Айоделе Аделейе, Фанендо Ади, Алан, Аруна Бабангида, Элвин Бечири, Пауло Вог, Марсио Глад, Рубен Гомес, Бобан Грнчаров, Георгий Деметрадзе, Абдулай Джире, Владимир Дишленкович, Йорди Кройф, Игор Лоло, Андрес Мендоса, Мариус Миту, Арсен Не, Боян Незири, Гбенга Окуново, Эммануэль Окодува, Братислав Ристич, Ибрагим и Яя Туре, Леван Цкитишвили, Бернар Чутанг и Давид Это’о. В 2004 году Селюк занимался переходом в «Металлург» Ригобера Сонга, в итоге контракт с ним заключён не был и он перешёл в «Галатасарай». Летом 2007 года был взят курс на украинизацию клуба, хотя в «Металлурге» в этом сезоне 2007/08 сыграли 24 иностранца.
В алчевскую «Сталь» Селюк привёл главного тренера Тона Каанена, под руководством которого «Сталь» в сезоне 2006/07 вылетела в Первую лигу. Селюк также привлёк в команду иностранных футболистов: Алана, Сендлея Бито, Пауло Вога, Рубена Гомеса, Бобана Грнчарова, Серина Диопа, Аль-Хасана Мадаха, Бурнеля Окана-Стази, Гбенга Окуново, Леопольда Тоти, Шаиба Туре и Поля Эссола. Большинство из этих игроков принадлежали донецкому «Металлургу».
В начале января 2008 года покинул «Металлург» «по собственному желанию». После ухода Селюка из «Металлурга» многие игроки покинули клуб вслед за ним, а генеральный директор клуба Евгений Гайдук говорил о том, что Дмитрий Селюк забил команду хламом. В ноябре 2011 года один из учредителей «Металлурга» Олег Мкртчан заявил, что деятельность Селюка в клубе была успешна.

### «Таврия»
31 октября 2011 года официально приступил к должности вице-президента симферопольской «Таврии». По словам почётного президента «Таврии» Сергея Куницына Селюк в клубе будет отвечать непосредственно за трансферную политику. Его помощником стал Святослав Сирота, бывший президент Профессиональной футбольной лиги Украины, однако он работает в клубе не официально, так как у него есть запрет на официальное трудоустройство. Дмитрий Селюк заявил, что «Таврия» будет строить базу, реконструировать стадион «Локомотив», развивать академию и участвовать в социальных программах.
Ещё летом 2011 года Селюк трудоустроил в клуб двух своих клиентов — Айоделе Аделейе и Сани Кайта, а походу сезона он привлёк ещё одного нигерийца Джамиу Алими. В первые дни работы Селюка в клубе, с «Таврией» досрочно разорвали контракты — Илья Галюза, Иван Граф, Саша Джуричич, Лаки Идахор и Пётр Опарин. Также покинули клуб и 11 игроков молодёжного состава, вместе с тренером дубля Сергеем Драновым, а старшим тренером молодёжки временно назначен Валерий Петров. Первым приобретением стал Фанендо Ади, принадлежащий донецкому «Металлургу». 11 ноября 2011 года было объявлено о расторжении контрактов по взаимному согласию сторон с Антоном Монаховым и Александром Пищуром. Позже статус свободных агентов был предоставлен Александру Каблашу и Слободану Марковичу.
26 ноября 2011 года Селюк заявил, что самая большая проблема «Таврии» на сегодняшний день заключается в почётном президенте клуба Сергее Куницыне. Селюк предъявлял Куницыну различные претензии.

- У меня ощущение, что у этого человека, как была так и осталась «мания премьер-министра» — он в своей голове ещё не покинул этот пост. Господин Куницын окружил себя в клубе не профессионалами, а людьми, которые готовы петь ему хвалебные оды. И в этой связи никакой организации и нормальной работы клуба не существует. <…> 
 * Куницын позволяет себе приходить на установки, входить в автобус с футболистами со своими товарищами, как будто это его личная собственность. Более того, хотелось бы сказать, что у почетного президента нет ни одного процента акций клуба. <…> 
 * Мы договорились с Андреем Корневым о расторжении контракта. Узнав об этом, Куницын приглашает к себе футболиста и предлагает заключить новое соглашение. К счастью, Корнев сам понял, что если он по спортивным качествам не подходит команде, то не надо идти на поводу у Куницына и вести с ним какие-то кулуарные беседы. Такая же ситуация с Владимиром Коробкой. Мы решили продлить с ним контракт. В свою очередь, Куницын, услышав об этом, вызвал футболиста и подписал с ним соглашение, увеличив заработную плату и показав, таким образом, что он в доме хозяин. <…> 
 *  Есть бюджет, согласно которому строится жизнь клуба. У господина Куницына вообще такого понятия нет. Он считает, что он может делать всё, что хочет, может транжирить деньги, и это – большая проблема.

— Дмитрий Селюк, 26.11.2011
В ответ на это Куницын заявил, что Селюк не имеет никакого отношения к «Таврии», так как он официально не оформил свои отношения с клубом. Также Куницын сказал, о том, что Селюк создал в команде нервозную обстановку. Позже Селюк предложил упразднить должность почетного президента и обвинял Куницына в нецелевом расходовании средств. На сторону Селюка встал известный тренер Анатолий Заяев. 13 декабря 2011 года Куницын сказал о том, что конфликт с Селюком исчерпан.

## Личная жизнь
Жену зовут Виктория; вместе они воспитывают сына. Селюк называет себя «гражданином мира». Проживает в Барселоне. Владеет виллой в Льорет-де-Мар. Страдает аэрофобией.